# Unterseeboot 465
L'Unterseeboot 465 ou U-465 est un sous-marin allemand (U-Boot) de type VIIC utilisé par la Kriegsmarine pendant la Seconde Guerre mondiale.
Le sous-marin fut commandé le 15 août 1940 à Kiel (Deutsche Werke), sa quille fut posée le 17 mai 1941, il fut lancé le 30 mars 1942 et mis en service le 20 mai 1942, sous le commandement du Kapitänleutnant Heinz Wolf.
L'U-465 n'a ni endommagé ni coulé de navire au cours des quatre patrouilles (83 jours en mer) qu'il effectua.
Il fut coulé par l'aviation australienne dans le Golfe de Gascogne, en mai 1943.

## Conception
Unterseeboot type VII, l'U-465 avait un déplacement de 769 tonnes en surface et 871 tonnes en plongée. Il avait une longueur totale de 67,10 m, un maître-bau de 6,20 m, une hauteur de 9,60 m et un tirant d'eau de 4,74 m. Le sous-marin était propulsé par deux hélices de 1,23 m, deux moteurs diesel Germaniawerft M6V 40/46 de 6 cylindres en ligne de 1 400 cv à 470 tr/min, produisant un total de 2 060 à 2 350 kW en surface et de deux moteurs électriques Siemens-Schuckert GU 343/38-8 de 375 cv à 295 tr/min, produisant un total 550 kW, en plongée. Le sous-marin avait une vitesse en surface de 17,7 nœuds (32,8 km/h) et une vitesse de 7,6 nœuds (14,1 km/h) en plongée. Immergé, il avait un rayon d'action de 80 milles marins (150 km) à 4 nœuds (7,4 km/h; 4,6 milles par heure) et pouvait atteindre une profondeur de 230 m. En surface son rayon d'action était de 8 500 milles nautiques (soit 15 700 km) à 10 nœuds (19 km/h). 
L'U-465 était équipé de cinq tubes lance-torpilles de 53,3 cm (quatre montés à l'avant et un à l'arrière) qui contenait quatorze torpilles. Il était équipé d'un canon de 8,8 cm SK C/35 (220 coups) et d'un canon antiaérien de 20 mm Flak. Il pouvait transporter 26 mines TMA ou 39 mines TMB. Son équipage comprenait 4 officiers et 40 à 56 sous-mariniers.

## Historique
Il sert dans la 8. Unterseebootsflottille (flottille d'entrainement) jusqu'au 30 septembre 1942 et dans la 6. Unterseebootsflottille jusqu'à sa perte.
Sa première patrouille est précédée d'un court trajet de Kiel à Arendal le 29 octobre. La patrouille au départ d'Arendal, le 16 novembre 1942, se déroule dans l'Atlantique Nord entre l'Islande, les Îles Féroé et Terre-Neuve. Le 6 décembre, l'U-465 et le groupe Panzer poursuivent le convoi HX-217 dont la couverture aérienne importante cause la fin de l'opération le 11 décembre 1942 avec deux bâtiments envoyés par le fond et deux U-Boote coulés : l'U-254 et l'U-611. 
Au cours de l'action, l'U-465 est attaqué et endommagé par l'escorte. Il rentre à Saint-Nazaire, en France occupée, le 21 décembre.
Lors de sa deuxième patrouille, le sous-marin est attaqué et endommagé par un Liberator du 120e escadron de la RAF dans l'Atlantique, le 6 février 1943. Cette attaque interrompt sa patrouille, il rentre à la base après 34 jours en mer.
Lors de sa troisième patrouille, le 10 avril, le sous-marin est de nouveau attaqué et endommagé par un Catalina du 210e escadron de la RAF.
Il est repéré le 2 mai 1943 dans le Golfe de Gascogne, nord-ouest du Cap Ortegal, par un Sunderland australien du 461e escadron de la RAAF qui le mitraille et le coule au moyen de huit charges de profondeur à la position 44° 48′ N, 8° 58′ O.
Les 48 membres d'équipage meurent dans cette attaque.

## Affectations
- 8. Unterseebootsflottille du 20 mai 1942 au 30 septembre 1942 (Période de formation).
- 6. Unterseebootsflottille du 1er octobre 1942 au 2 mai 1943 (Unité combattante).

## Commandement
- Kapitänleutnant Heinz Wolf du 20 mai 1942 au 2 mai 1943.

## Patrouilles
|       | Commandant        | Départ           | Départ      | Arrivée          | Arrivée     | Jours    | Succès |
| ----- | ----------------- | ---------------- | ----------- | ---------------- | ----------- | -------- | ------ |
|       | Kptlt. Heinz Wolf | 29 octobre 1942  | Kiel        | 29 octobre 1942  | Arendal     | 1 jours  |        |
| 1     | Kptlt. Heinz Wolf | 16 novembre 1942 | Arendal     | 21 décembre 1942 | St. Nazaire | 36 jours |        |
| 2     | Kptlt. Heinz Wolf | 16 janvier 1943  | St. Nazaire | 18 février 1943  | St. Nazaire | 34 jours |        |
| 3     | Kptlt. Heinz Wolf | 7 avril 1943     | St. Nazaire | 14 avril 1943    | St. Nazaire | 8 jours  |        |
| 4     | Kptlt. Heinz Wolf | 29 avril 1943    | St. Nazaire | 2 mai 1943       | Coulé       | 4 jours  |        |
| Total | Total             | Total            | Total       | Total            | Total       | 83 jours | 0 t    |

Note : Kptlt. = Kapitänleutnant

### Opérations Wolfpack
L'U-465 opéra avec les Wolfpacks (meute de loups) durant sa carrière opérationnelle.
- Panzer (23 novembre - 11 décembre 1942)
- Raufbold (11-12 décembre 1942)
- Landsknecht (19-28 janvier 1943)
- Pfeil (1-8 février 1943)